# Las Ventas de Retamosa
Las Ventas de Retamosa település Spanyolországban, Toledo tartományban. Las Ventas de Retamosa Camarena, Fuensalida, Santa Cruz del Retamar, La Torre de Esteban Hambrán és Casarrubios del Monte községekkel határos. Lakosainak száma 4160 fő (2024).

## Népesség
A település népessége az utóbbi években az alábbiak szerint változott:
| Lakosok száma | 853  | 1248 | 2180 | 2873 | 3377 | 3389 | 3266 | 3365 | 3806 | 4160 |
|               | 2001 | 2004 | 2007 | 2009 | 2012 | 2014 | 2017 | 2019 | 2022 | 2024 |